# Віра Оредссон
Віра Марта Біргітта Оредссон, до шлюбу Шиманська (нар. 21 лютого 1928) — нацистка німецького походження, яка діяла в Швеції.

## Біографія
Батько Віри Оредссон був німецьким інженером, солдатом і членом загону «Шторм», а сама вона входила Ліги німецьких дівчат, жіночого крила Гітлерюгенду Націонал-соціалістичної німецької робітничої партії. Під час битви за Берлін будинок її сім'ї був уражений вогнепальною бомбою. Разом зі своїм братом, журналістом Фольке Шіманські, та матір'ю-шведкою вона прибула до Швеції в квітні 1945 року як біженка на білих автобусах.
У Швеції у 1950 році одружилася зі Свеном-Оловом Ліндхольмом, лідером Шведського соціалістичного союзу. Вони розлучилися в 1962 році. Пізніше одружилася з Йораном Ассаром Оредссоном, лідером Партії Північних країн.

### Політична активність
У 1960 році Оредссон приєдналася до Nordic Realm Party (тоді відомої як Націонал-соціалістична бойова ліга Швеції) і у 1962 році стала її секретаркою. У 1975 році вона змінила свого чоловіка на посаді лідера партії, ставши першою жінкою-лідеркою партії у Швеції. Однак всього за кілька років, у 1978 році, її чоловік знову став лідером партії.
У 1973 році Оредссон звинуватили в порушенні закону про політичну форму, коли вона, її чоловік і заступник лідера партії Гайнц Бургмайстер носили пов’язки зі свастикою. Оредссон стверджувала, що свастика була не політичним, а духовним символом, і сказала, що пов’язки носили лише на приватній землі. Окружний суд Варберга їх виправдав.
27 лютого 2018 року Оредссон була визнана винною у розпалюванні расової ненависті після того, як нібито здійснила нацистське вітання під час однієї з демонстрацій Північного руху Опору в Борленге. Пізніше вона була виправдана Свеа Ховретт.
На виборах 2018 року в Швеції Оредссон балотувалася до парламенту, представляючи Північний Рух Опору. Якби вона перемогла, це зробило б її найстаршою депутаткою, оскільки вона на 6 років старша за нинішнього найстаршого депутата.

### Поява в ЗМІ
Вона знялася в документальному фільмі NRK, громадської телерадіокомпанії Норвегії під назвою "Rasekrigerne" ("Воїни раси"). Документальний фільм був збіркою кадрів демонстрацій, активності та інтерв’ю з Північного руху опору, неонацистської організації, до якої наразі входить Оредссон. У документальному фільмі вона оплакує свого померлого чоловіка Йорана, який помер у 2010 році, і каже: «Нехай фюрер піклується про нього. А якщо фюрера немає, то нехай Бог піклується про нього».
У Расекрігерне вона розповіла про своє щорічне відвідування таємних зустрічей у Берліні з іншими ветеранами нацизму.